# انتخاب ثباتی

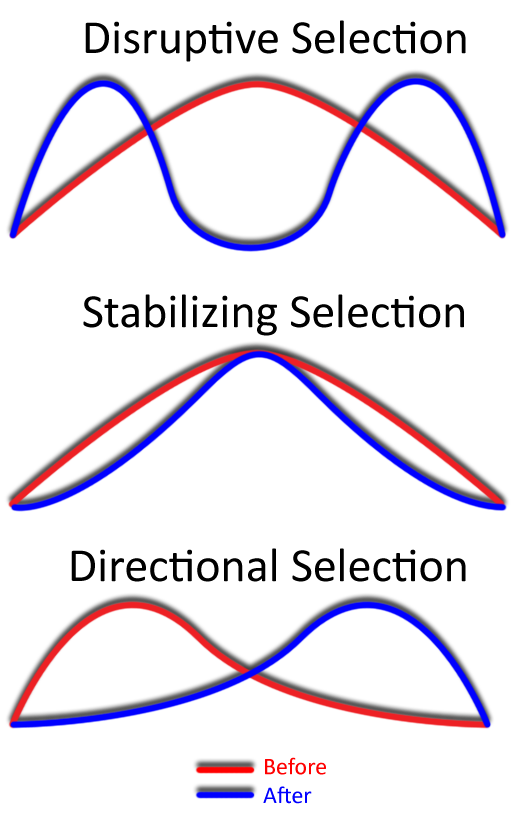
این تصویر انواع مختلف انتخاب را نشان می‌دهد

انتخاب ثباتی (به انگلیسی: Stabilizing selection) یکی از انواع انتخاب طبیعی است که وقتی جمعیت در یک ویژگی خاص ثابت می‌شود گوناگونی ژنتیک کاهش پیدا می‌کند. به احتمال زیاد متداول‌ترین مکانیزم انتخاب طبیعی از این نوع است. انتخاب ثباتی به‌طور معمول برای انتخاب کاراکترهایی با مقادیر میانه از انتخاب تصفیه ای استفاده می‌کند.
انتخاب ثباتی در مقابل انتخاب درهم گسیخته قرار داشته و بجای فنوتیپ‌های انتهایی به فنوتیپ‌های میانی توجه می‌کند. گوناگونی فنوتیپ‌ها را کاهش داده و وضعیت موجود را حفظ می‌کند. انتخاب طبیعی تمایل دارد فنوتیپ‌های سخت را حفظ کند در نتیجه فنوتیپ‌های میانه و نرمال در حفظ بقا موفق خواهند بود.
یک مثال کلاسیک برای انتخاب ثباتی وزن نوزادان انسان است. نوزادان سبک بسیار سریع گرما از دست می‌دهند و به راحتی دچار بیماری‌های واگیردار می‌شوند. در حالی که نوزادان سنگین که بدن بزرگی دارند در حین زایمان به سختی از لگن مادر خارج می‌شوند. در نتیجه آمار مرگ و میر برای نوزادان بسیار کوچک یا بسیار بزرگ بیشتر از نوزادان متوسط است و این نوزادان متوسط شانس بیشتری برای زنده ماندن دارند.
معمولاً انتخاب ثباتی در اکثر جمعیت‌ها عمل می‌کند. این نوع انتخاب مانع واگرا شدن فرم و رفتار می‌شود. در این راستا آناتومی بعضی از موجودات زنده مانند کوسه‌ها و سرخس‌ها مدت خیلی زیادی (میلیون‌ها سال) بدون تغییر مانده است. در بعضی مواقع می‌توان با اندازه@گیری، سازگاری فنوتیپ‌های متفاوت انتخاب ثباتی در یک جمعیت را تشخیص داد. همچنین این تشخیص می‌تواند توسط تست‌های گوناگون داده‌های دنباله مولکولی صورت گیرد، McDonald-Kreitman test.

## همچنین بخوانید
- انتخاب هدایتی
- انتخاب درهم گسیخته